# Rosa Ribas Moliné
Rosa Ribas Moliné (el Prat de Llobregat, 1963) és una escriptora catalana, que conrea principalment la novel·la negra.

## Biografia
Va estudiar Filologia Hispànica a la Universitat de Barcelona, on posteriorment es va doctorar amb una tesi sobre la consciència lingüística en els viatgers alemanys a Amèrica als segles xvi i xvii.
Resideix des de 1991 a Alemanya, on ha desenvolupat una intensa labor en el camp de la didàctica de les llengües, com a docent i com a autora. Ha estat lectora d'espanyol a la Universitat Johann Wolfgang Goethe de Frankfurt del Meno i professora d'Estudis Hispànics Aplicats a la de Heilbronn.
La seva primera novel·la, El pintor de Flandes, va aparèixer el 2006 en l'editorial Roca. Ribas ha aprofundit en el gènere negre: va crear la comissària Cornelia Weber-Tejedor, de pare alemany i mare gallega, que ha protagonitzat quatre llibres, la qual ha tingut un gran èxit a Alemanya; en les seves següents novel·les –escrites conjuntament amb Sabine Hofmann (Bochum, 1964)– introdueix com a protagonista la reportera Ana Martí; la primera d'aquesta nova sèrie, Don de lenguas, va merèixer un esment honrós del Premi Hammett 2014 en la Setmana Negra de Gijón.
A més de l'alemany, algunes de les seves obres han estat traduïdes a altres idiomes, entre els quals el català, l'anglès, el francès, l'italià i el polonès.

## Obres

### Novel·les
- El pintor de Flandes, novel·la històrica; Roca, Barcelona, 2006 (DeBolsillo 2014)
- La detectivo miope, policíaca protagonitzada per la detectiu privada Irene Ricart; Viceversa, Barcelona, 2010 (DeBolsillo 2014)
- Las tres muertes del duque de la Ribera, novel·la històrica per a alumnes d'ELE, Difusión, 2011
- Miss Fifty, amb il·lustracions de María Espejo, Reino de Cordelia, 2015 (Aquesta novel·la va ser publicada originalment en 2012 per lliuraments setmanals, amb il·lustracions de Clàudia de Puig, en portal digital Sigueleyendo)
- Pensión Leonardo, Siruela, Madrid, 2015

Sèrie de la comissària Cornelia Weber-Teixidor
- Entre dos aguas, Umbriel, Barcelona, 2007
- Con anuncio, Viceversa, Barcelona, 2009
- En caída libre, Viceversa, Barcelona, 2011
- Tres casos de la comisaria Cornelia-Weber-Tejedor (edició òmnibus dels tres primers llibres), Barcelona, DeBolsillo, 2016
- Si no, lo matamos, Grijalbo, Barcelona, 2016

Sèrie de la reportera Ana Martí, escrita amb Sabine Hofmann
- Don de lenguas, Siruela, Madrid, 2013. Va obtindre menció d'honor en el Premi Hammett 2014[2]
- El gran frío, Siruela, Madrid, 2014
- Azul Marino, Siruela, Madrid, 2016

### Relats (selecció)
- "L'home llop del Poble Sec" (català), en L'home llop del Poble Sec i altres narracions; Publicacions de l'abadia de Montserrat, Barcelona, 2008
- "La mirilla", en Ellas también cuentan; Torremozas, Madrid, 2008
- "Lost in Space" (català), en Salou. 6 Pretextos; Ajuntament de Salou, 2010
- "Cinco lobitos", en España negra; Rey Lear, Madrid, 2013
- "Angelitos negros", en Fundido en negro. Antologia de relats del millor calibre criminal femení; Alrevés, Barcelona, 2014
- "Almendras garrapiñadas", en Antologia de relats Fiat Lux; Alrevés, Barcelona, 2015
- "Hansi Weismuller", en Harper's Bazaar, núm. 59, juliol 2015

### Traduccions
- Perdut d'Hans Ulrich Treichel, traducció de l'alemany al català amb Iolanda Plans; Proa, Barcelona, 2001
- El clima desde hace quince años de Wolf Haas, traducció de l'alemany a l'espanyol; Roca, Barcelona, 2008

### Assajos i estudis
- Testimonios de la conciencia lingüística en relatos de viajeros alemanes a América en el siglo XVI. (Kassel, Edition Reichenberger 2005).
- ¿Cómo corregir errores y no equivocarse en el intento?, amb Alessandra d'Aquino Hilt. (Madrid, Edelsa 2004).
- Ein kryptischer Cervantes. Die geheimen Botschaften im "Don Quixote“, amb Kurt Reichenberger. (Kassel Reichenberger 2002).
- Corpus de testimonios de convivencia de lenguas (siglos XIII-XVIII), amb Emma Martinell i Mar Cruz (Kassel, Reichenberger 2000).